# Agustín Cayetano
Agustín Cayetano Arbelo (Montevideo, 9 agosto 1999) è un calciatore uruguaiano, difensore del Liverpool (M).

## Caratteristiche tecniche
Gioca come terzino sinistro.

## Carriera
Cayetano è cresciuto nel settore giovanile del Sud América, dove ha debuttato il 3 marzo 2018 nell'incontro di Segunda División pareggiato 2-2 contro il Villa Española. Ha segnato il suo primo gol oltre due anni dopo, il 17 novembre 2020, contro il Tacuarembó.
Il 5 gennaio 2022 è stato acquistato a titolo definitivo dal Liverpool (M).

## Statistiche

### Presenze e reti nei club
Statistiche aggiornate al 20 aprile 2024.
| Stagione        | Squadra         | Campionato      | Campionato | Campionato | Coppe nazionali | Coppe nazionali | Coppe nazionali | Coppe continentali | Coppe continentali | Coppe continentali | Altre coppe | Altre coppe | Altre coppe | Totale | Totale | Totale |
| Stagione        | Squadra         | Comp            | Pres       | Reti       | Comp            | Pres            | Reti            | Comp               | Pres               | Reti               | Comp        | Pres        | Reti        | Pres   | Reti   |        |
| --------------- | --------------- | --------------- | ---------- | ---------- | --------------- | --------------- | --------------- | ------------------ | ------------------ | ------------------ | ----------- | ----------- | ----------- | ------ | ------ | ------ |
| 2018            | Sud América     | SD              | 6          | 0          |                 | -               | -               |                    | -                  | -                  |             | -           | -           | 6      | 0      |        |
| 2019            | Sud América     | SD              | 0          | 0          |                 | -               | -               |                    | -                  | -                  |             | -           | -           | 0      | 0      |        |
| 2020            | Sud América     | SD              | 12         | 2          |                 | -               | -               |                    | -                  | -                  |             | -           | -           | 12     | 2      |        |
| 2021            | Sud América     | PD              | 16         | 1          |                 | -               | -               |                    | -                  | -                  |             | -           | -           | 16     | 1      |        |
| 2023            | Liverpool (M)   | PD              | 35         | 1          | CU              | 1               | 1               | CS                 | 2                  | 0                  |             | -           | -           | 38     | 2      |        |
| 2023            | Liverpool (M)   | PD              | 5          | 0          | CU              | 2               | 0               | CL                 | 0                  | 0                  | SU          | 0           | 0           | 7      | 0      |        |
| 2024            | Liverpool (M)   | PD              | 10         | 0          | CU              | 0               | 0               | CL                 | 3                  | 0                  | SU          | 1           | 0           | 14     | 0      |        |
| Totale carriera | Totale carriera | Totale carriera | 84         | 4          |                 | 3               | 1               |                    | 5                  | 0                  |             | 1           | 0           | 93     | 5      |        |

## Palmarès

### Club

#### Competizioni nazionali
- Campionato uruguaiano: 1

Liverpool Montevideo: 2023
- Supercoppa uruguaiana: 2

Liverpool Montevideo: 2023, 2024